# Мужчина ищет женщину
«Мужчи́на и́щет же́нщину» (англ. Man Seeking Woman) — американский телевизионный ситком. Премьера состоялась на FXX 14 января 2015 года. Сериал о наивном и учтивом человеке по имени Джош Гринберг (Джей Барушель), который находит себя в сюрреалистических и неудобных обстоятельствах, пытаясь найти свою любовь.
Сериал основан на книге рассказов, последняя из которых The Last Girlfriend on Earth, Саймона Ричи, он же создатель сериала и исполнительный продюсер. Джонатан Крисел, Эндрю Сингер и Лорн Майклс также являются исполнительными продюсерами, с Бродвей видео и FX Productions как производственных компаний. Он получил в целом положительный приём от критиков. Премьера второго сезона состоялась 6 января 2016 года. 12 апреля 2016 года сериал был продлен на третий сезон. 4 апреля 2017 сериал был закрыт.

## Сюжет
Сюжет большинства эпизодов основан на типичных ситуациях из жизни, которые доводятся до абсурдных и буквальных крайностей. В центре шоу Джош Гринберг, 27-летний «неудачник», который только разошелся со своей девушкой Мегги и который находится в поиске новых отношений, в поиске настоящей любви, его лучший друг Майк — «бабник», который не зацикливается на поиске любви и, скорее, ищет просто развлечения, а также старшая сестра главного героя Лиз, которая наоборот склоняет Джоша к более серьезному отношению к жизни. Усилия Джоша зачастую приводят его в сюрреалистические и неудобные ситуации, такие как свидание с настоящим троллем или встреча с японским монстром, состоящим из человеческих мужских гениталий. Иногда Джош достигает успеха в поиске подруги, но как правило эти отношения живут только один эпизод.

## В ролях

### Основной состав
- Джей Барушель — Джош Гринберг, наивный и учтивый 27-летний «неудачник» на временной работе. Он изо всех сил пытается найти свою любовь, после разрыва длительных отношений.
- Эрик Андре — Майк Скаггс, непринужденный лучший друг Джоша.
- Бритт Лауэр — Лиз Гринберг, заботливая старшая сестра Джоша.
- Майя Эрскин — Мэгги, бывшая девушка Джоша. (1 сезон)
- Кэти Финдлэй — Люси, девушка Джоша. (3 сезон)

### Второстепенный состав
- Робин Дьюк — Пэтти, мать Джоша.
- Марк Мак-Кинни — Том, отчим Джоша.
- Эннис Эсмер — Лео, бойфренд Лиз (1 сезон)
- Роза Салазар — Роза, офисная сотрудница, в которую влюбляется Джош. (2 сезон)

## Список эпизодов
| Сезон | Сезон | Эпизоды | Оригинальная дата показа | Оригинальная дата показа |
| Сезон | Сезон | Эпизоды | Премьера сезона          | Финал сезона             |
| ----- | ----- | ------- | ------------------------ | ------------------------ |
|       | 1     | 10      | 14 января 2015           | 18 марта 2015            |
|       | 2     | 10      | 6 января 2016            | 9 марта 2016             |
|       | 3     | 10      | 4 января 2017            | 8 марта 2017             |

## Производство
19 июня 2013 года FXX заказал пилотную серию для Мужчина ищет женщину у Саймона Рича, срежиссированную Джонатаном Криселом. 6 февраля 2014 года Джей Барушель был выбран на главную роль. 20 марта на роли второстепенных персонажей были объявлены следующие актеры: Эрик Андре, Бритт Лоуэр и Майя Эрскин. 2 июля канал анонсировал, что первый сезон сериала будет состоять из 10 эпизодов. Сериал снят в Торонто, Онтарио, Канаде. 3 марта 2015 года сериал был продлен на еще 10 серий второго сезона.